# گذر از روبیکن

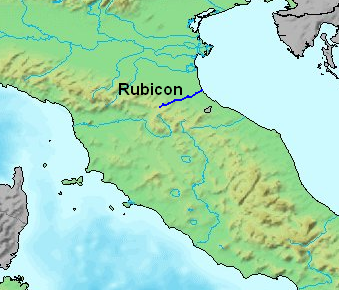
رود امروزی روبیکن (آبی روشن) که همانی است ژولیوس سزار از آن گذر کرد.

گذر سزار از روبیکن در ژانویه ۴۹ پیش از میلاد منجر به آغاز جنگ داخلی روم شد و در نهایت به انتصاب سزار به منصب دیکتاتور و سپس ظهور امپراتوری روم به جای جمهوری روم پس از قتل وی انجامید. سزار در سال ۵۸ ق. م به منصب پروکنسولی یا فرمانداری ایالات رومی گالیا کیسالپینا، گل ناربونی و ایلیریکوم برگزیده شده بود، با پایان یافتن دوره پروکنسولی‌اش در انتهای سال ۵۰ ق. م سنای روم به سزار فرمان داد ارتش‌های خود را معاف کرده و به روم بازگردد. به وی صریحاً دستور داده شده بود که ارتش خود را از روبیکن ـ که مرز شمالی ایتالیای روم بود ـ گذر ندهد. در ژانویه ۴۹ ق. م سزار لژیون سیزدهم خود را از رود مزبور عبور داد، اقدامی که حکومت روم آن را نوعی قیام، خیانت، و اعلان جنگ به سنای روم تلقی کرد. بر طبق آنچه نویسندگان نگاشته‌اند، وی جمله «تاس انداخته شده‌است» را هنگام گذر ارتشش از این رود کم‌عمق بر زبان راند.
امروزه جمله «گذر از روبیکن» کنایه‌ای است که اشاره به گذشتن از یک نقطهٔ بی‌بازگشت دارد.

## تاریخچه

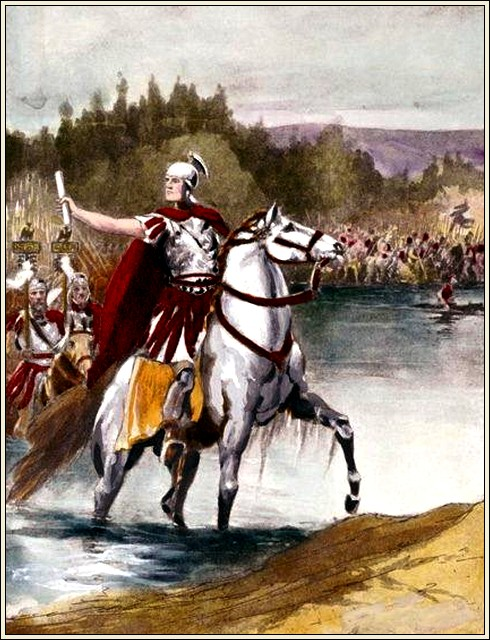
سزار با لژیون سیزدهم خود از روبیکن گذر می‌کند و جنگ داخلی را می‌آغازد.

در طول اواخر دوران جمهوری روم، رود روبیکن مرز میان استان رومیِ گالیا کیسالپینا با شمال شرق ایتالیا را مشخص می‌کرد، و رود آرنو که پهن‌تر و مهم‌تر بود نیز مرز شمال غربی ایتالیا را.
آن دسته از فرماندارانِ استان‌های رومی که به یک منصب کلانتر بدیل (مانند پروکنسول و پروپرایتور) منصوب می‌شدند دارای ایمپریوم (اقتدار عالیه) در آن استان می‌شدند. سپس این فرمانداران (پروکنسول‌ها) به عنوان ژنرال ارتش روم در قلمرو استان مزبور به خدمت مشغول می‌شدند. حقوق روم می‌گفت که تنها کلانترها (کنسول‌ها و پرایتورها) می‌توانستند در داخل ایتالیا از ایمپریوم (اقتدار عالیه) برخوردار شوند، امّا کلانتر بدیلها که در استان‌های خارج از روم خدمت می‌کردند، تنها در استان‌های خود (و نه ایتالیا) از اقتدار عالیه برخوردار بودند، در نتیجه هر کلانتر بدیلی که در رأس نیروهایش وارد ایتالیا می‌شد ایمپریومِ خود را واگذار می‌کرد و دیگر قانوناً نمی‌توانست فرمانده نیروهایش باشد.
زمانی‌که قانونْ بهره‌گیری از ایمپریوم (اقتدار عالیه) را منع کرده، به کار بردن آن مجازات اعدام را در پی داشت و نیز اطاعت از فرامین ژنرالی که قانوناً از ایمپریوم برخوردار نیست دارای مجازات اعدام بود. اگر یک ژنرال رومی در رأس ارتشی وارد ایتالیا می‌شد، هم ژنرال و هم سربازانش خاطی محسوب شده و به‌طور خودکار به مرگ محکوم می‌شدند. بدین‌ترتیب ژنرال‌ها ناچار بودند پیش از ورود به ایتالیا ارتش خود را معاف کنند. با این اوصاف طبیعی بود که سزار با گذر کردنِ مسلحانه از رودی که مرز شمالی ایتالیا را تعیین می‌کرد، به عنوان «دشمن جمهوری» شناخته شود.

## جولیوس سزار
نوشتار اصلی: جنگ داخلی سزار
در ژانویه ۴۹ پیش از میلاد جولیوس سزار لژیون سیزدهم خود را از استان خود گالیا کیسالپینا به‌سوی جنوب رود روبیکن (ایتالیا) هدایت کرد تا روانه روم شود. با اینکار، وی آگاهانه مرتکب قانون‌شکنی شده و جنگ داخلی را اجتناب‌ناپذیر ساخت. سوئتونیوس سزار را در حالی توصیف می‌کند که پس از نزدیک شدنش به روبیکن مردد می‌شود، و گذر از این رود را به شبحی ماوراءطبیعی نسبت می‌دهد. وی می‌گوید که سزار در شبِ پس از گذر از رود (دهم ژانویه) با سالوست، هیرتیوس، اوپیوس، لوسیوس بالبوس و سرویوس روفوس شام خورد.